# Новогригорівська сільська рада (Нижньогірський район)
Новогриго́рівська сільська́ ра́да — адміністративно-територіальна одиниця та орган місцевого самоврядування в Нижньогірському районі Автономної Республіки Крим. Адміністративний центр — село Новогригорівка.

## Загальні відомості
- Населення ради: 2 873 особи (станом на 2001 рік)

## Населені пункти
Сільській раді підпорядковані населені пункти:
- с. Новогригорівка
- с. Владиславівка
- с. Корінне

## Склад ради
Рада складається з 16 депутатів та голови.
- Голова ради: Данілін Олександр Михайлович
- Секретар ради: Паніна Алла Іванівна

### Керівний склад попередніх скликань
| Прізвище, ім'я, по батькові  | Основні відомості                                                         | Дата обрання | Дата звільнення |
| ---------------------------- | ------------------------------------------------------------------------- | ------------ | --------------- |
| Новак Віталій Федорович      | Сільський голова, 1953 року народження, безпартійний                      | 26.03.2006   | 31.10.2010      |
| Данілін Олександр Михайлович | Сільський голова, 1960 року народження, освіта вища, член Партії регіонів | 31.10.2010   |                 |

Примітка: таблиця складена за даними сайту Верховної Ради України

### Депутати
За результатами місцевих виборів 2010 року депутатами ради стали:

#### За суб'єктами висування
| Суб'єкт висування | Кількість обраних депутатів | %    |
| ----------------- | --------------------------- | ---- |
| Самовисування     | 13                          | 81,3 |
| Партія регіонів   | 3                           | 18,8 |

#### За округами
| № округу        | Прізвище, ім'я, по батькові    | Дата визнання обраним | Освіта  | Партійна приналежність                                | Відомості про обраного депутата                                  |
| --------------- | ------------------------------ | --------------------- | ------- | ----------------------------------------------------- | ---------------------------------------------------------------- |
| Партія регіонів |                                |                       |         |                                                       |                                                                  |
| 2               | Паніна Алла Іванівна           | 01.11.2010            | вища    | член Партії регіонів                                  | Новогригорівська сільська рада, секретар                         |
| 11              | Тіт Тетяна Василівна           | 01.11.2010            | середня | член Партії регіонів                                  | тимчасово не працює                                              |
| 13              | Положенцева Галина Адамівна    | 01.11.2010            | середня | член Партії регіонів                                  | тимчасово не працює                                              |
| Самовисування   |                                |                       |         |                                                       |                                                                  |
| 1               | Люлін Олександр Іванович       | 01.11.2010            | середня | позапартійний                                         | тимчасово не працює                                              |
| 3               | Ізмайлова Алсу Фатіхівна       | 01.11.2010            | вища    | позапартійна                                          | Новогригорівський сількомунгосп, директор                        |
| 4               | Осінова Наталія Олександрівна  | 01.11.2010            | середня | позапартійна                                          | Новогригорівська загальноосвітня школа І-ІІІ ст., секретар       |
| 5               | Ананченко Микола Олександрович | 01.11.2010            | середня | позапартійний                                         | Новогригорівська загальноосвітня школа І-ІІІ ст., вчитель        |
| 6               | Ткаченко Тетяна Миколаївна     | 01.11.2010            | середня | позапартійна                                          | тимчасово не працює                                              |
| 7               | Шарова Валентина Геннадіївна   | 01.11.2010            | середня | позапартійна                                          | пенсіонер                                                        |
| 8               | Левчук Ніна Яківна             | 01.11.2010            | середня | член Партії регіонів                                  | ПП, магазин «Вітуля», продавець                                  |
| 9               | Бондік Дмитро Романович        | 01.11.2010            | середня | член Партії регіонів                                  | пенсіонер                                                        |
| 10              | Абдукерімова Аліє Веісівна     | 01.11.2010            | середня | позапартійна                                          | Новогригорівська загальноосвітня школа І-ІІІ ст., медична сестра |
| 12              | Алієва Любов Григорівна        | 01.11.2010            | середня | член Соціал-демократичної партії України (об'єднаної) | Новогригорвська сільська рада, касир                             |
| 14              | Менаєва Ольга Анатоліївна      | 01.11.2010            | середня | позапартійна                                          | бібліотека с. Корінне, бібліотекар                               |
| 15              | Габак Людмила Федорівна        | 01.11.2010            | середня | позапартійна                                          | тимчасово не працює                                              |
| 16              | Долгополова Любов Миколаївна   | 01.11.2010            | середня | позапартійна                                          | ЧСП «Земляне», комірник                                          |